# Marchinha de Carnaval
La marchinha de Carnaval o marxa carnavalesca és un gènere de la música popular brasilera, nascut a Rio de Janeiro. Fou la música predominant en les festes de Carnaval del segon quart del segle xx. S'inspira en l'estil de les marxes militars, però amb un ritme més ràpid i té lletres picants.

## Origen i característiques

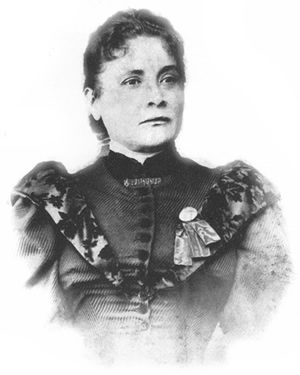
La creadora de les marchinhas: la pianista, compositora i directora d'orquestra Chiquinha Gonzaga, l'any 1894.

Fins a finals del segle xix, el Carnaval era una festa pròpia de les classes benestants de l'aleshores capital del país, Rio de Janeiro, amb els seus balls de saló amb màscares d'estil venecià. En la mateixa època en què va arribar la República (1889), la ciutadania va començar a celebrar també el Carnestoltes, traient les disfresses i la festa al carrer. Així com el xoro es considera la primera música genuïnament brasilera, la marchinha és el primer estil exclusivament creat pel poble i per al poble, que necessitava un ritme propi per ballar i cantar amb les comparses o cordões.
Es tracta d'un estil musical basat en el compàs binari de les marxes militars. Com en aquestes, les marchinhas es toquen amb instruments de vent (trompeta, trombó, trompa…) i de percussió (tambor, bombo…).

## Fases

### Primers anys (1899-1920)
La primera marxa carnavalesca va ser la composició de 1899 de Chiquinha Gonzaga, titulada Ó Abre Alas, que va escriure per a la comparsa carioca Cordão Rosa de Ouro. Durant molts anys, aquesta peça obria les festes del Carnaval de Rio.
Si bé les primeres composicions, a la primera dècada del segle xx, eren tranquil·les i bucòliques, pocs anys després ja van passar a tenir un ritme més accelerat, influïdes per les jazz-bands nord-americanes. A Portugal es donà un estil similar, anomenat marchas populares que també tingueren èxit al Brasil, com les peces Vassourinha, de 1912 i A Baratinha, de 1917.
Mica a mica, les lletres començaren a agafar un caire picant, plenes de jocs de paraules i dobles sentits, en conjunció al ritme viu i l'alegria present als carrers. Aquestes lletres són senzilles i es repeteixen diverses vegades durant la cançó, per facilitar-ne la memorització i el seguiment de la rúa.

### Eclosió (1920-1960)

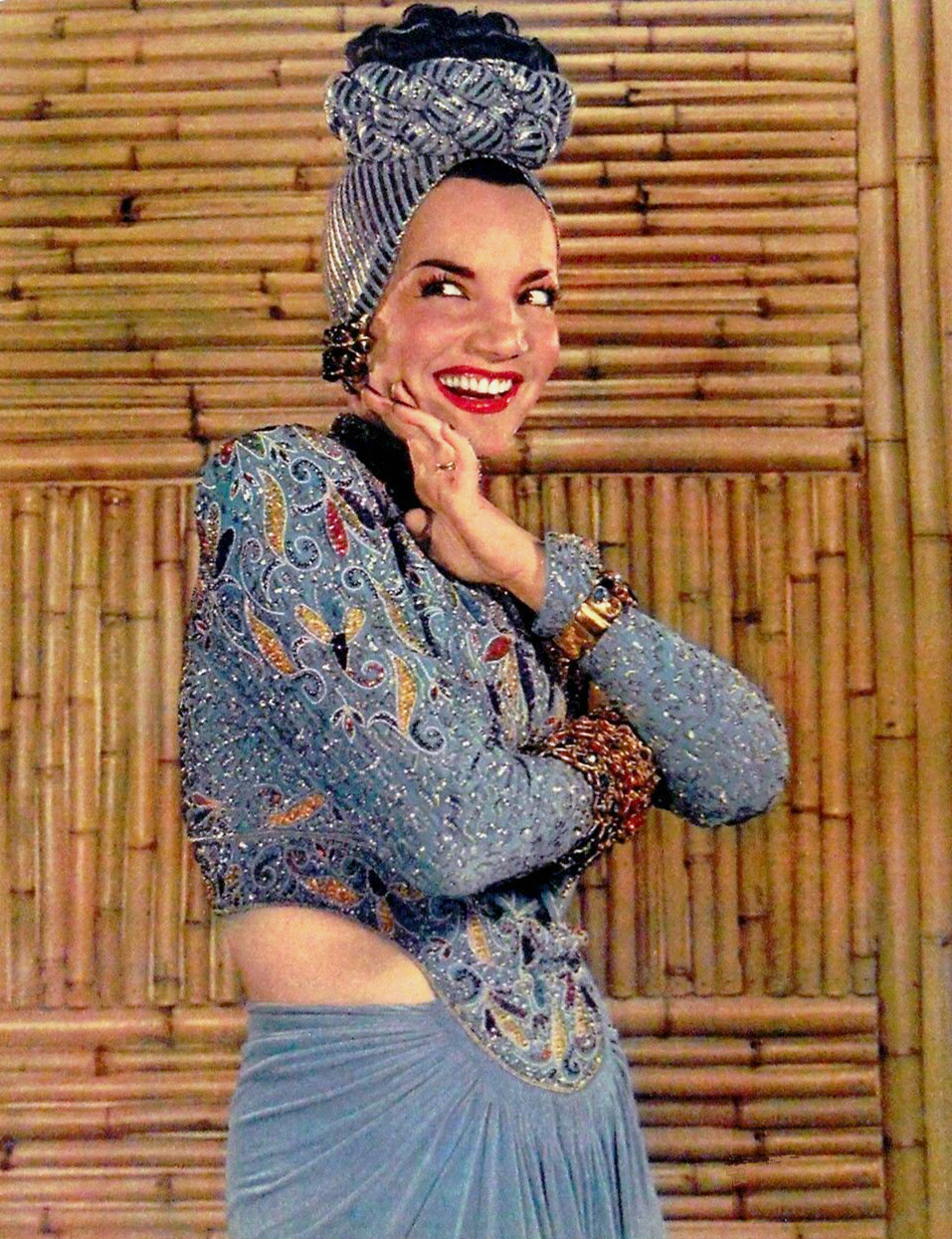
La cantant, ballarina i actriu Carmen Miranda, l'any 1941

El boom de les marxes carnavalesques començà a Rio de Janeiro a partir de 1920, amb cançons com Pois não, Ai amor o Ó pé de anjo. Els grans intèrprets de les marchinhas van ser Carmen Miranda, Emilinha Borba, Almirante, Mário Reis, Dalva de Oliveira, Silvio Caldas, Jorge Veiga i Blecaute.
Al llarg d'uns quaranta anys tots elles van posar veu a les composicions de João de Barro, Braguinha, Alberto Ribeiro, Noel Rosa, Ary Barroso i Lamartine Babo. L'últim gran compositor de marchinhas va ser João Roberto Kelly.

### Declivi i moment actual
Dels anys 60 en endavant, les marchinhas van començar a perdre espai per l'adveniment dels sambas-enredo. Les peces que sonen a les grans desfilades de Carnaval ja no són composicions lliures dels artistes, si no que venen dictades per les mateixes escoles de samba que hi participen.
Als anys 80 es va viure un revival al Brasil, quan nous artistes enregistraren versions d'antics clàssics. És el cas de Balancê, de João de Barro i Alberto Ribeiro, que va ser llançada per Gal Costa en 1980, o de Sassaricando, que Rita Lee va versionar el 1987 per incloure-la a la banda sonora de la telenovel·la homònima.
Ja en el segle xxi, la producció de marchinhas s'ha estabilitzat. No són ni molt menys l'estàndard musical de un segle enrere, però la simplicitat de les lletres i el ritme repetitiu encaixen bé en l'era del consum ràpid i les plataformes d'streaming.

## Les 10 millors Marchinhas de Carnaval de la història
L'any 2011, la revista Veja va triar les deu millors marchinhas de Carnaval de tots els temps. Són aquestes:
| #  | Marchinha              | Intèrpret                                | Compositor(es)                                   | Any  |
| -- | ---------------------- | ---------------------------------------- | ------------------------------------------------ | ---- |
| 10 | Chiquita Bacana        | Emilinha Borba                           | Alberto Ribeiro i Braguinha                      | 1948 |
| 9  | Maria Sapatão          | Chacrinha                                | João Roberto Kelly                               | 1979 |
| 8  | A Pipa do Vovô         | Silvio Santos                            | Manoel Ferreira i Ruth Amaral                    | 1981 |
| 7  | Aurora                 | Joel & Gaúcho                            | Mario Lago i Roberto Roberti                     | 1941 |
| 6  | Me Dá um Dinheiro aí   | Moacyr Franco                            | Ivan Ferreira, Homero Ferreira i Glauco Ferreira | 1959 |
| 5  | Saca Rolha             | Zé da Zilda                              | Zé da Zilda, Zilda do Zé i Waldir Machado        | 1954 |
| 4  | Ó Abre Alas            | Chiquinha Gonzaga (Cordão Rosa de Ouro)  | Chiquinha Gonzaga                                | 1889 |
| 3  | O teu Cabelho Não Nega | Castro Barbosa & o Grupo da Velha Guarda | Lamartine Babo                                   | 1932 |
| 2  | Mamãe Eu Quero         | Carmen Miranda                           | Jararaca i Vicente Paiva                         | 1939 |
| 1  | Turma do Funil         | Vocalistas Tropicais                     | Mirabeau, Milton de Oliveira i Urgel de Castro   | 1956 |